# Acid tridecanoic
Acidul tridecanoic (cunoscut și sub denumirea de acid tridecilic) este un acid carboxilic natural cu formula de structură restrânsă CH3-(CH2)11-COOH. Este un acid gras saturat, având 13 atomi de carbon.